# True Grit (novela)
True Grit ("Auténtico coraje") es una novela de 1968 escrita por Charles Portis y publicada por primera vez como una serie en The Saturday Evening Post. La novela está contada desde la perspectiva de una mujer llamada Mattie Ross, que narra el momento en que tenía 14 años de edad y buscó venganza por el asesinato de su padre por un sinvergüenza llamado Tom Chaney. Es considerado por algunos críticos como "una de las grandes novelas americanas".
En 1969 fue adaptada al cine como una película western con el mismo título que la novela, True Grit, protagonizada por John Wayne como el Alguacil Rooster Cogburn (un papel con el que John Wayne ganó el premio al mejor actor en los Premios de la Academia) y Kim Darby como Mattie Ross. Wayne repitió el papel en una secuela titulada Rooster Cogburn (1975) con un guion original. La secuela no fue bien recibida y la trama se consideró una innecesaria reelaboración de la trama de True Grit con elementos de The African Queen.
En 2010, se estrenó otra adaptación de la novela. También llamada True Grit, que fue escrita y dirigida por los hermanos Coen y protagonizada por Hailee Steinfeld como Mattie Ross y Jeff Bridges como Rooster Cogburn. La película fue nominada a diez premios de la Academia, incluyendo mejor película, mejor director (hermanos Coen), mejor actor (Bridges), mejor actriz de reparto (Steinfeld), y mejor guion adaptado (hermanos Coen). La película, sin embargo, no pudo ganar ningún premio.